# Moussa Djitté
Moussa Kalilou Djitté (Diattouma, 4 ottobre 1999) è un calciatore senegalese, attaccante dell'Al-Faisaly.

## Carriera

### Club
Il 21 giugno 2018 Djitté si è trasferito dai senegalesi del Niarry Tally al Sion in Svizzera. Il 22 luglio successivo ha esordito nella Super League, nella sconfitta della sua squadra per 2-1 contro il Lugano.
Il 17 giugno 2019 ha firmato con il Grenoble, formazione della Ligue 2.
Il 30 giugno 2021 ha firmato con l'Austin FC, società della Major League Soccer, in vista della prima edizione di un campionato parallelo per gli Under-22. Il 27 settembre segna il suo primo gol in MLS, nella vittoria per 2-0 sui Los Angeles Galaxy.

### Nazionale
Djitté nel 2017 con la nazionale senegalese Under-20 ha preso parte ai Giochi della Francofonia, segnando all'esordio. Ha anche rappresentato il Senegal alla Coppa delle nazioni WAFU nello stesso anno.
Il 23 marzo 2018 ha esordito con la nazionale senegalese Under-23 in un'amichevole per 1-1 contro i pari età del Marocco, segnando l'unico gol della sua squadra.

## Statistiche

### Presenze e reti nei club
Statistiche aggiornate al 19 marzo 2023.
| Stagione         | Squadra          | Campionato       | Campionato | Campionato | Coppe nazionali | Coppe nazionali | Coppe nazionali | Coppe continentali | Coppe continentali | Coppe continentali | Altre coppe | Altre coppe | Altre coppe | Totale | Totale |
| Stagione         | Squadra          | Comp             | Pres       | Reti       | Comp            | Pres            | Reti            | Comp               | Pres               | Reti               | Comp        | Pres        | Reti        | Pres   | Reti   |
| ---------------- | ---------------- | ---------------- | ---------- | ---------- | --------------- | --------------- | --------------- | ------------------ | ------------------ | ------------------ | ----------- | ----------- | ----------- | ------ | ------ |
| nov. 2018        | Sion II          | 1Lp              | 1          | 0          |                 | -               | -               |                    | -                  | -                  |             | -           | -           | 1      | 0      |
| 2018-2019        | Sion             | ASL              | 23         | 3          | CS              | 3               | 2               |                    | -                  | -                  |             | -           | -           | 26     | 5      |
| 2019-2020        | Grenoble         | L2               | 25         | 7          | CF+CdL          | 1+2             | 0               |                    | -                  | -                  |             | -           | -           | 28     | 7      |
| 2020-2021        | Grenoble         | L2               | 37         | 8          | CF              | 2               | 0               |                    | -                  | -                  |             | -           | -           | 39     | 8      |
| Totale Grenoble  | Totale Grenoble  | Totale Grenoble  | 62         | 15         |                 | 5               | 0               |                    | -                  | -                  |             | -           | -           | 67     | 15     |
| 2021             | Austin FC        | MLS              | 13         | 1          |                 | -               | -               |                    | -                  | -                  |             | -           | -           | 13     | 1      |
| 2022             | Austin FC        | MLS              | 17+3       | 4+1        | USOC            | 0               | 0               |                    | -                  | -                  |             | -           | -           | 20     | 5      |
| Totale Austin FC | Totale Austin FC | Totale Austin FC | 30+3       | 5+1        |                 | 0               | 0               |                    | -                  | -                  |             | -           | -           | 33     | 6      |
| gen.-giu. 2023   | Ajaccio          | L1               | 6          | 0          | CF              | -               | -               |                    | -                  | -                  |             | -           | -           | 6      | 0      |
| Totale carriera  | Totale carriera  | Totale carriera  | 125        | 24         |                 | 8               | 2               |                    | -                  | -                  |             | -           | -           | 133    | 26     |